# Kawiarnia u Zalipianek
Kawiarnia „U Zalipianek” – tradycyjna kawiarnia na Starym Mieście w Krakowie z malowidłami ściennymi w stylu Zalipia istniejąca od 1977 do 2014 roku. Kawiarnia mieściła się w Kamienicy Kantorowskiej przy ul. Szewskiej 24. 
Wnętrze kawiarni w całości urządzone było przez ludowe artystki z Zalipia w stylu charakterystycznym dla tej wsi – ściany oraz stylowe meble ozdobiono barwnymi kwiatami.
Budynek został przejęty przez Ewę Wachowicz w 2017 roku i został przerobiony na bar „Zalipianki Ewa Wachowicz”.

## Zalipianki w kulturze
W kawiarni bywali artyści i paru umieściło tam bohaterów swoich dzieł. Młodszy inspektor z książki Marka Harnego Pismak bywał u Zalipianek, zarówno w celach służbowych jak i prywatnych. Bohater wiersza Świetlickiego również przesiadywał w tym lokalu.